# 弗吉爾鎮區 (密蘇里州弗農縣)
弗吉爾鎮區（英語：Virgil Township）是位於美國密蘇里州弗農縣的一個行政鎮區。

## 地方資料
弗吉爾鎮區的面積為93.86平方千米，當中陸地面積為92.90平方千米，而水域面積為0.96平方千米。根據2020年美國人口普查的數據，當地共有人口490人，而人口密度為每平方千米5.22人。